# R (programovací jazyk)
R je programovací jazyk a prostředí určené pro statistickou analýzu dat a jejich grafické zobrazení. Jde o implementaci programovacího jazyka S pod svobodnou licencí. Protože je zdarma, R již předstihlo počtem uživatelů komerční S a stalo se faktickým standardem v řadě oblastí statistiky.
Funkce prostředí R lze rozšířit pomocí knihoven označovaných jako balíčky (packages). Pro verzi 3.6.2 jich bylo v lednu roku 2020 v centrálním repozitáři CRAN k dispozici 15 325. Příkladem často používaného balíčku je ggplot2 pro zobrazení dat.
R se používá z příkazového řádku, existuje však několik frontendů s grafickým rozhraním jako RKWard, RStudio a R Commander.
R bývá také propojováno či využíváno v komerčním softwaru, např. v prostředí SPSS mohou uživatelé přímo psát a spouštět programy v jazyce R nad otevřenými daty.

## Statistické funkce
R poskytuje širokou škálu statistických a grafických technik včetně lineárního a nelineárního modelování, klasických statistických testů, analýzy časových řad, shlukování a dalších. R je snadno rozšiřitelný pomocí funkcí a balíčků a R komunita je známá jejich aktivní aktualizací. Mnoho standardních funkcí R je psáno v samotném jazyku R, což usnadňuje uživatelům sledovat provedené algoritmické změny. Pro výpočetně náročné úlohy lze kód propojit s jazyky C, C++ a Fortran a zavolat je v době běhu. Pokročilí uživatelé mohou využívat jazyky C, C++, Java, .NET nebo Python k přímé manipulaci R objektů.
R je vysoce rozšiřitelný pomocí balíčků vytvořených samotnými uživateli obsahující konkrétní funkce, nebo využitelné v určitých oblastech studia. Díky svému dědictví z jazyka S má R silnější objektově orientované programování než většina ostatních statistických počítačových jazyků. Rozšíření R je také zjednodušeno díky využití lexikálních pravidel.
Další silnou stránkou R je statická grafika, která umí generovat grafy vhodné do vědeckých publikací zahrnující např. i matematické symboly. Dynamická a interaktivní grafika je dostupná prostřednictvím dalších balíčků.
R má svůj vlastní formát dokumentace podobný LaTeXu, který nahrazuje kompletní dokumentaci, a to jak on-line, tak v mnoha formátech a v tištěné podobě.

## Programovací funkce
R je interpretovaný jazyk, k němuž uživatelé obvykle přistupují pomocí příkazového řádku (interpret). Pokud uživatel zadá 2 + 2 do příkazového řádku R a potvrdí stisknutím ↵ Enter, odpovědí počítače bude 4, jak je uvedeno níže:
```
>
 
2
 
+
 
2

[
1
]
:
 
4

```

Tento výpočet je interpretován jako součet dvou jednoelementových vektorů, jehož výsledkem je také jednoelementový vektor. Předpona [1] označuje, že seznam prvků, které následují na stejném řádku, začíná prvním prvkem vektoru (funkce, která je užitečná, když je výstup na více řádků).
Stejně jako jiné podobné jazyky, jako je APL a MATLAB, R podporuje matice. Datová struktura programovacího jazyka R zahrnuje vektory, matice, datové rámce (podobné tabulkám v relační databázi) a listy. Rozšiřitelný objekt – systém R zahrnuje objekty pro (mimo jiné): regresní modely, časové řady a geo-prostorové souřadnice. Skalární datový typ nebyl nikdy implementován jako datová struktura v R, skaláry jsou zde reprezentovány jako vektory s délkou jedna.
R podporuje procedurální programování s funkcemi, a pro některé funkce objektově orientované programování s generickými funkcemi. Generické funkce se chovají odlišně v závislosti na typu předaných argumentů k němu. Jinými slovy generická funkce odešle funkci specifickou pro daný typ objektu. Např. R má generickou funkci print (), která umožňuje vytisknout téměř každý druh objektu s jednoduchou print(JménoObjektu) syntaxí.
I když je většinou používán statistickými a jinými praktikami, které vyžadují prostředí pro statistické výpočty a vývoj softwaru, R může také fungovat jako výpočetní všeobecná matice – výkonností srovnatelné s GNU Octave nebo MATLAB.

## Příklady

### Základní syntaxe
Následující příklady ilustrují základní syntaxi jazyka a použití příkazového řádku R.
V R je široce preferovaný operátor pro přiřazení tvořící šipku ze dvou znaků <-, ačkoli stejně dobře lze použít=.

Diagnostické grafy vytvořené funkcí plot.lm. Vlevo dole je vidět i možnost použití matematických symbolů v popiscích os.

```
>
 
x
 
<-
 
c
(
1
,
2
,
3
,
4
,
5
,
6
)
 
# Vytvoří uspořádaný soubor (vektor)

>
 
y
 
<-
 
x
^
2
 
# Spočte druhé mocniny prvků x

>
 
print
(
y
)
 
# vypíše (vytiskne) y

[
1
]
 
1
 
4
 
9
 
16
 
25
 
36

>
 
mean
(
y
)
 
# Spočte aritmetický průměr prvků vektoru y; výsledkem je skalár

[
1
]
 
15.16667

>
 
var
(
y
)
 
# Spočte rozptyl souboru

[
1
]
 
178.9667

>
 
lm_1
 
<-
 
lm
(
y
 
~
 
x
)
 
# Nafituje lineární regresi podle vztahů "y = f(x)" nebo "y = B0 + (B1 * x)"

                        
# uloží výsledky jako lm_1

>
 
print
(
lm_1
)
 
# Vytiskne model (objekt lineárního modelu) lm_1

Call
:

lm
(
formula
 
=
 
y
 
~
 
x
)

Coefficients
:

(
Intercept
)
            
x

     
-9.333
        
7.000

>
 
summary
(
lm_1
)
 
# Spočte a vypíše statistiku pro regresi

                         
# objektu lineárního modelu lm_1

Call
:

lm
(
formula
 
=
 
y
 
~
 
x
)

Residuals
:

      
1
       
2
       
3
       
4
       
5
       
6

 
3.3333
 
-0.6667
 
-2.6667
 
-2.6667
 
-0.6667
  
3.3333

Coefficients
:

            
Estimate
 
Std.
 
Error
 
t
 
value
 
Pr
(
>|
t
|
)

(
Intercept
)
  
-9.3333
     
2.8441
  
-3.282
 
0.030453
 
*

x
             
7.0000
     
0.7303
   
9.585
 
0.000662
 
***

---

Signif.
 
codes
:
  
0
 
‘
***
’
 
0.001
 
‘
**
’
 
0.01
 
‘
*
’
 
0.05
 
‘
.
’
 
0.1
 
‘
 
’
 
1

Residual
 
standard
 
error
:
 
3.055
 
on
 
4
 
degrees
 
of
 
freedom

Multiple
 
R
-
squared
:
  
0.9583
,
    
Adjusted
 
R
-
squared
:
  
0.9478

F
-
statistic
:
 
91.88
 
on
 
1
 
and
 
4
 
DF
,
  
p
-
value
:
 
0.000662

>
 
par
(
mfrow
=
c
(
2
,
 
2
))
 
# Nastaví rozložení grafu 2×2

>
 
plot
(
lm_1
)
 
# Diagnostické vykreslení regresního modelu

```

### Mandelbrotova množina

Mandelbrot.gif – na tento obrázek stačilo v tomto příkladu díky použití jazyka R pouze 14 řádek kódu.

Tento příklad, vykreslující Mandelbrotovu množinu, demonstruje:
- Využití externích knihoven (packages), v tomto případě caTools package
- Manipulaci s komplexními čísly
- Vícerozměrná pole čísel používaných jako základní datový typ, viz proměnné C, Z a X.

```
library
(
caTools
)
 
# Externí balík obsahující funkci write.gif

jet.colors
 
<-
 
colorRampPalette
(
c
(
"#00007F"
,
 
"blue"
,
 
"#007FFF"
,
 
"cyan"
,
 
"#7FFF7F"
,

                                 
"yellow"
,
 
"#FF7F00"
,
 
"red"
,
 
"#7F0000"
))

m
 
<-
 
1200
 
# definuje velikost

C
 
<-
 
complex
(
 
real
=
rep
(
seq
(
-1.8
,
0.6
,
 
length.out
=
m
),
 
each
=
m
 
),

              
imag
=
rep
(
seq
(
-1.2
,
1.2
,
 
length.out
=
m
),
 
m
 
)
 
)

C
 
<-
 
matrix
(
C
,
m
,
m
)
 
# převede na čtvercovou matici komplexních čísel

Z
 
<-
 
0
 
# inicializuje Z jako 0

X
 
<-
 
array
(
0
,
 
c
(
m
,
m
,
20
))
 
# inicializuje výstupní 3D pole

for 
(
k
 
in
 
1
:
20
)
 
{
 
# cyklus s dvaceti průběhy

  
Z
 
<-
 
Z
^
2
+
C
             
# klíčová rovnice měnící hodnotu Z

  
X
[,,
k
]
 
<-
 
exp
(
-
abs
(
Z
))
 
# záznam výsledku

}

write.gif
(
X
,
 
"Mandelbrot.gif"
,
 
col
=
jet.colors
,
 
delay
=
1000
)

```

### Funkce
Jednoduchost vytváření funkcí je jednou z nejsilnějších možností využití R. Návratová hodnota lokální funkce může mít jakýkoliv datový typ.
```
functionname
 
<-
 
function
(
arg1
,
 
arg2
,
 
…
 
){
 
# deklarace funkce (jménem a argumenty)

statements
 
# deklarace příkazů

return
(
object
)
 
# deklarace datového typu objektu

}

```

## Balíčky
Schopnosti R jsou rozšířeny pomocí tzv. balíčků vytvořených samotnými uživateli, které umožňují využití specializovaných statistických nástrojů, grafického zobrazení (např. ggplot2), nástrojů na import / export dat, práci s daty v duchu filozofie tidy data (balíčky tidyverse, tidymodels), pro tvorbu reportů (knitr, Sweave), jiných způsobů programování (např. R6) atd. Tyto balíčky jsou vyvíjeny především v jazyku R, někdy však také v Javě, C, C++ nebo Fortranu.
Součástí instalace R je sada základních balíčků a dalších více než 11 000 dalších (k červenci 2017) je k dispozici na webových stránkách Comprehensive R Archive Network (CRAN), Bioconductor, Omegahat, GitHub a dalších úložištích. Pro verzi 2.10 jich bylo v červenci 2009 v centrálním repozitáři CRAN k dispozici ne méně než 2 000.
„Task Views“ (česky „Zobrazení úloh“) – na internetových stránkách CRAN jsou vytvořeny manuály seskupující balíčky podle možného typu aplikace (např. finance, genetika, medicínské zobrazování, sociální vědy nebo prostorová analýza). Americký Úřad pro kontrolu potravin a léčiv (FDA) označil R jako vhodné také pro interpretaci dat z klinického výzkumu.
Další balíčky pro R můžeme najít také na stránkách Crantastic, komunitního webu pro kontrolu a hodnocení všech balíčků CRAN a R-Forge, centrální platformy pro spolupráci na vývoji balíčků R, softwarů souvisejících s R a dalších projektů. R-Forge obsahuje také mnoho nepublikovaných beta balíčků a vývojové verze balíčků CRAN.
Projekt Bioconductor poskytuje balíčky R pro analýzu genomických dat, jako Affymetrix a nástroje pro zpracování a analýzu cDNA microarray dat a začal poskytovat také nástroje pro analýzu dat z nové generace vysoce výkonných sekvenčních metod.
Další specializované a samostatně stojící balíčky lze nalézt volně na internetu nebo na univerzitních stránkách – pro výzkum fylogeneze a evoluce pomocí (nejen) genetických dat např. ape, pegas, Geneland, phytools, phyloseq, Phyloch nebo ParallelStructure. Reprodukovatelný výzkum a automatické generování reportů může být provedeno s balíčky, které podporují využití kódu R implementovaného do LaTeXu, OpenDocument formátu atd.

## Milníky
Kompletní seznam změn je udržován v NEWS souboru. Některé vlastnosti jsou uvedeny níže.
- Verze 0.16 – Poslední alfa verze vyvinutá společností „Ihaka and gentleman“. Většina základních funkcí pochází z tzv. „Bílé knihy“ (viz jazyk S). Mailing konference byla spuštěna 1. dubna 1997.
- Verze 0.49 (23. dubna 1997) – Jedná se o nejstarší verzi v CRAN repozitáři, která však byla přístupná pouze pro Unixové platformy. Alfa verze R pro Microsoft Windows a macOS byla spuštěna krátce po této verzi. CRAN repozitář byl k tomuto datu spuštěn se 3 zrcadly (mirrors), které zpočátku hostovaly 12 balíčků.
- Verze 0.60 (5. prosince 1997) – R se stalo oficiální součástí projektu GNU. Kód je hostován a udržován na CVS.
- Verze 1.0.0 (29. února 2000) – Podle vývojářů dostatečně stabilní pro produkční využití.
- Verze 1.4.0 (19. prosince 2001) – Implementovány S4 metody; jde o první verze pro macOS.
- Verze 2.0.0 (4. října 2004) – Přidáno tzv. „lazy loading“, které umožňuje rychlé načtení dat s minimálním zatížením paměti systému.
- Verze 2.1.0 (18. dubna 2005) – Podpora kódování UTF-8 a počátky internacionalizace a lokalizace pro různé jazyky.
- Verze 2.11.0 (22. dubna 2010) – Podpora pro 64bitové MS Windows.
- Verze 2.13.0 (14. dubna 2011) – Přidání nové funkce kompilátoru, která umožňuje zrychlení funkcí pomocí převedení do bajtkódu.
- Verze 2.14.0 (31. října 2011) – Přidány povinné namespaces u balíčků. Přidán nový balíček parallel.
- Verze 2.15.0 (30. března 2012) – Nová load balancing funkce a zvýšená rychlost serializace pro dlouhé vektory.
- Verze 3.0.0 (3. dubna 2013) – Podpora pro číselné hodnoty indexu 231 a větších 64bitových systémech.

## Rozhraní

### Grafické uživatelské rozhraní (GUI)
- RKWard – rozšiřitelné GUI a vývojové prostředí (IDE) pro R.
- RStudio – multiplatformní open-source IDE (který může také být spuštěn na vzdáleném linuxovém serveru).
- Deducer – GUI pro analýzu dat (podobně jako SPSS / JMP / Minitab).
- Java GUI pro R – multiplatformní nezávislý terminál R a editor založený na Javě (také známý jako JGR).
- Rattle GUI – multiplatformní open-source GUI založené na RGtk2 (R pro Gimp Tool Kit).
- R Commander – multiplatformní GUI založeném na tcltk.
- RExcel – propojení aplikace Microsoft Excel s jazykem R. Doplněk umožňující využívat R pro analýzu dat uložených v Excelu.[19]
- RGUI – přichází s předkompilovanou verzí R pro Microsoft Windows.
- RWe – umožňuje využití schopnosti dolování dat ve Weka a statistických analýz v R.
- Tinn-R – open-source program zahrnující i vývojové prostředí se zvýrazněním syntaxe, podobně jako např. u MATLAB. K dispozici je však pouze pro MS Windows.
- R Tools for Visual Studio – plugin pro MS Visual Studio, který umožňuje využití jazyka R.

### Skriptovací jazyky
Funkce R byly zpřístupněny v několika skriptovacích jazycích jako je Python (balíček RPY), Perl (modul Statistics::R), Ruby (knihovna RSRuby), a F # (R Typ Provider). Skriptování v oblasti výzkumu samotném je možné prostřednictvím Littler, jakož i prostřednictvím RDEMO.

## useR! konference
Oficiální mezinárodní setkání uživatelů R nese název „useR!“.
První useR! konference byla uspořádána v květnu roku 2004 ve Vídni. Po jednoletém vynechání (v roce 2005) se další uživatelské konference konají již každoročně, zpravidla střídavě v rámci Evropy a Severní Ameriky.
Další konference:
- User! 2006, Vídeň, Rakousko
- User! 2007, Ames, Iowa, USA
- User! 2008, Dortmund, Německo
- User! 2009, Rennes, Francie
- User! 2010, Gaithersburg, Maryland, USA
- User! 2011, Coventry, Velká Británie
- User! 2012, Nashville, Tennessee, USA
- User! 2013, Albacete, Španělsko
- User! 2014, Los Angeles, USA

## Srovnání s ostatními statistickými nástroji
Program R je srovnatelný s dalšími populárními statistickými nástroji jako je SAS, SPSS nebo Stata, avšak na rozdíl od nich je R k dispozici uživatelům bezplatně a využívá licenci svobodného software.

## Komerční podpora programu R
Ačkoliv je R open-source projekt podporovaný komunitou pracující na jeho vývoji, některé komerční společnosti se snaží svým zákazníkům poskytnout technickou podporu nebo určitá rozšíření.
V roce 2007 byla založena firma Revolution Analytics, která poskytuje komerční podporu pro tzv. Revolution R (distribuci R zahrnující komponenty vyvinuté touto společností). Mezi hlavní přidané komponenty patří: ParallelR, R Productivity Environment IDE, RevoScaleR (pro analýzu velkých souborů dat), RevoDeployR, webový servis, a možnost čtení a zápisu dat ve formátu SAS. V roce 2015 společnost Microsoft odkoupila Revolution Analytics a následně implementovala jazyk R do programu Visual Studio 2017.
V roce 2011 společnost Oracle vytvořila systém Big dat Appliance, který integruje R, Apache Hadoop, Oracle Linux a NoSQL databázi s Exadata hardware. Oracle Enterprise R se stalo jedním ze dvou komponent „Oracle Advanced Analytics Option“ (druhou složkou je Oracle Data Mining).
K dalšímu komerčnímu software podporující napojení na nebo integraci do R patří: JMP, Mathematica, MATLAB, Pentaho, Spotfire, SPSS, STATISTICA, Platforma Symphony nebo SAS.
TIBCO, současný vlastník S-Plus jazyka, umožňuje svým zaměstnancům, aby aktivně podporovali výzkum s účastí v R-Help mailing listu (viz výše).
Google je velkým uživatelem R a vydává průvodce, sponzoruje výzkum v rámci projektu Summer-of-Code a také finančně podporuje uživatelská setkání.
RStudio nabízí software a služby pro R.